# Захаров, Борис Степанович
Борис Степанович Захаров (1 декабря 1887, Санкт-Петербург — 30 января 1943, Шанхай) — русский пианист и музыкальный педагог.

## Биография
Сын купца 1-й гильдии Степана Николаевича Захарова, потомственного почётного гражданина, крупного лесоторговца и Юлии Андреевны Дурдиной, — дочери «пивного магната» Андрея Ивановича Дурдина. Помимо Бориса, в семье были Николай, Степан, Пантелей, Георгий, Василий, Вера (в замужестве Хохлова), Мария (в замужестве Павловская).
Борис Захаров в 1906 году познакомился с Сергеем Прокофьевым в Петербургской консерватории, где они учились в классе композитора А. К. Лядова. Со временем знакомство переросло в дружбу — Прокофьев даже посвятил ему свою до-минорную прелюдию и Борис Захаров приглашал Прокофьева погостить на даче его отца в Териоках.
Начиная с 1910 года Прокофьев часто гостил у Захаровых. С. С. Прокофьев в своём «Дневнике» писал:

Семья Захаровых большущая: шесть братьев, две сестры, плюс два мужа у сестёр, плюс две жёны у братьев, итого двенадцать; матери нет, а отец не живёт в Териоках и только иногда наезжает.
К тому времени они уже вместе учились в классе А. Н. Есиповой; летом 1910 года С. С. Прокофьев в Дневнике оставил признание:

Большое ему спасибо, что прошлой весной он перетянул и устроил меня в класс Есиповой. Это была огромная услуга для меня. Это была такая услуга, больше которой мне едва ли кто-либо когда-либо делал. И я всегда буду ему благодарен за это.

По окончании консерватории (1913) Захаров учился в Вене у Годовского, а с 1915 года преподавал в Петербургской консерватории на кафедре специального фортепиано; с 1919 года — профессор
В 1916 году женился на скрипачке Цецилии Ганзен; в 1917 году у них родилась дочь Татьяна (Татиша; в замужестве — Татьяна Бехр).
Супруги Захаровы были участниками вечеров, которые проходили на репинской даче «Пенаты».
В 1921 году они перебрались за границу, где много выступали.
В конце 1920-х годов, на гастролях в Японии, Борис Захаров сообщил жене, что он устал от её звёздности и от вечного аккомпаниаторства.
Захаров поселился в Шанхае, где ему в октябре 1929 года, по рекомендации скрипача Фу Хуа, предложили преподавательскую работу в Шанхайском музыкальном институте; не считая возможным успешное обучение китайцев, он сначала отказался, его всё-таки уговорили стать руководителем фортепианного отделения и обучать семерых китайских студентов игре на рояле и вскоре он был вынужден изменить своё первоначальное мнение: «Я с радостью признаю, что я когда-то ошибся в своей оценке… китайские студенты доставляют мне большое наслаждение».
Выступая на концертах, он знакомил китайских слушателей с русской классической музыкой. Был председателем Общества камерной музыки и музыкальной секции Шанхайского арт-клуба.
Умер 30 мая 1943 года.